# Escuela veneciana de esgrima

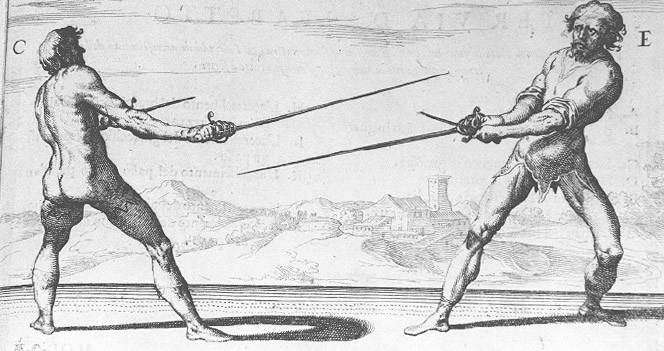
Demostración de trabajo con una espada y una daga. Nicoletto Giganti

La escuela veneciana de esgrima es un término general utilizado para definir el estilo de esgrima que surgió en la ciudad de Venecia a principios del s. XII, y existió antes del comienzo del siglo XIX.
Los venecianos eran maestros del arte y compartían con sus colegas de Bolonia basados en los principios de la esgrima, conocida como la escuela de Bolonia o Veneciana.
En la valla veneciana, por primera vez, las propiedades de varias partes de la hoja, que se utilizaron en defensa y ofensiva, se presentaron con tanto detalle. Con este enfoque, el tirador tuvo una idea de lo que ahora se llama el "centro de impacto". Se sugirió una división definida de la espada. La cuchilla estaba dividida en cuatro partes, las primeras dos, comenzando con la empuñadura, deberían usarse en defensa; tercero, cerca del centro de impacto, para impacto; y el cuarto, cerca del punto, para la inyección.
A principios del siglo XVI, los nobles franceses rechazaron la reputación de un «buen espadachín» con ambas manos (Francés-bon escrimeur), sin embargo, era habitual que viajaran a Italia, estudien en secreto artes marciales en Bolonia o escuelas venecianas y, si es posible, varios profesionales. trucos disfrazados de algunos golpes secretos ideales.
La escuela de esgrima veneciana se caracteriza por el uso de una daga, espada corta, espada larga, alabarda y lanza, varios tipos de escudos.
A finales del siglo XVI, la escuela veneciana de esgrima había abandonado el escudo del puño. El brazo izquierdo estaba armado con un doug. Este evento marcó el declive de la técnica de «espada y pandeo».
Los soldados venecianos llevaban escudos redondos, que se representan en los mosaicos de la Iglesia de San Marcos en Venecia (siglo XII), así como en manuscritos del siglo XIV.

## Famosos maestros de la escuela veneciana de esgrima
Uno de los representantes más destacados de la escuela veneciana de esgrima es Salvatore Fabris (1544-1618), un maestro de esgrima italiano que publicó su tratado de esgrima "Lo Schermo, overo Scienza d'Arme" en 1606.
El tratado se convirtió en un best-seller en Europa y se reimprimió hasta 1713.
Después de la escuela Fabris el Veneciano se celebra con su fructífera innovación Nicoletto Giganti. Nicoletto Giganti, maestro veneciano del siglo XVII es famoso por su tratado, que fue escrito en 1606 con el sobrenombre de "Nicoletto Giganti de Venecia", aunque según los datos presentados, él o su familia se mudaron a Venecia desde la ciudad de Fossombrone en Le Marche, Italia central. Poco se sabe sobre la vida de Giganti, pero en su trabajo destaca veintisiete años de experiencia profesional, mientras que la familia Giganti estuvo durante mucho tiempo vinculada al servicio militar en Venecia.
En 1619, J. von Zetter, presuntamente miembro de la Comunidad de San Marcos, publicó en Frankfurt la traducción del tratado del gran maestro veneciano Nicoletto Giganti al francés y alemán, la segunda edición se publicó en 1622.

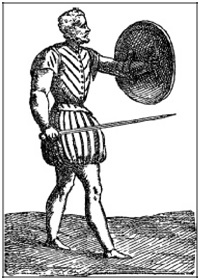
Persona con Scudo e Spada, del Trattato di Giacomo di Grassi

Otro representante de la Escuela de Esgrima de Venecia fue Giacomo di Grassi, maestro de esgrima,que escribió un tratado sobre la esgrima «Ragione di adoprar sicuramente l'Arme, si da offesa come da difesa».
El maestro veneciano de esgrima perfeccionó la teoría del arte de esgrima. Su método era mucho más simple que el de Achilles Marozzo. Ejemplos típicos de su sistema se pueden encontrar en las obras de Henri de Saint-Didier y Saviolo.
Giacomo di Grassi enfatiza la superioridad del punto antes del golpe en ataques directos y habla de tocchi di spade (Golpe con espada o estoque), lo que en sí mismo es sorprendente, ya que la espada raramente se usaba en ese momento en una batalla con espadas. También en su tratado dice claramente que necesita para parar el borde frontal de la cuchilla, teniendo en cuenta la protección de la parte posterior de la peligrosa y débil.
Di Grassi resolvió el problema de la distancia, cuidadosamente determinado la longitud y dirección de los pasos, lo que él llama el passo recto, se usa solo para acercarse al enemigo.
Di Grassi es el primer autor que en su técnica veneciana tuvo en cuenta el tema de las "líneas", que divide en interno, externo, alto y bajo:

«En cualquier caso, la espada se sostiene en la línea inferior (di sotto), o en la línea alta (di sopra), ya sea adentro (dentro) o afuera (di fuora)».
 Giacomo di Grassi

Pero a pesar de que di Grassi reconoció las cuatro líneas de ataque, enseñó solo tres posiciones con pequeñas variaciones: alto, bajo y externo: guardia alta, bassa y largha.
Otro famoso maestro de la escuela veneciana de esgrima es Francesco Alfieri, un maestro de la esgrima del siglo XVII, nació en Padua, en ese momento era el territorio de la República de Venecia.

## Literatura
- Bibliografía generale della scherma, con note critiche, biografiche e storiche, Jacopo Gelli, Hoepli, 1895—599 páginas.
- Venetian Rapier: The School, or Salle: Nicoletto Giganti’s 1606 Rapier Curriculum with New Introduction, Complete Text Translation and Original Illustrations. Nicoletto Giganti, Freelance Academy, 2015 — 80 páginas.
- Martial Arts of the World: An Encyclopedia of History and Innovation [2 volúmenes]: An Encyclopedia of History and Innovation. Thomas A. Green, Joseph R. Svinth, ABC-CLIO, 2010 — 663 páginas.
- The 'lost' Second Book of Nicoletto Giganti (1608): A Rapier Fencing Treatise Rediscovered and Translated, Nicoletto Giganti, Piermarco Terminello, Joshua Pendragon, Fox Spirit, 2013—169 páginas.
- Late Medieval and Early Modern Fight Books: Transmission and Tradition of Martial Arts in Europe (14th-17th Centuries), BRILL, 2016. — 636 páginas.
- Scola, overo Teatro, nel quale sono rappresentate diverse maniere e modi di parare e di ferire di spada sola, e di spada e pugnale … di Nicoletto Giganti, … Nicoletto Giganti, P. Frambotto, 1628. — 95 páginas.
- The Academy of the Sword: Illustrated Fencing Books, 1500—1800. Donald J. LaRocca, Metropolitan Museum of Art (New York, N.Y.) Metropolitan Museum of Art, 1998. — 36 páginas.
- The History and Art of Personal Combat. Arthur Wise. Courier Corporation, 2014. — 288 páginas.
- Renaissance War Studies. J. R. Hale, A&C Black, 1983. — 624 páginas.
- Schools and Masters of Fence from the Middle Ages to the End of the Eighteenth Century: With a Complete Bibliography. Egerton Castle, Bell, 1910. — 355 páginas.
- Schools and Masters of Fence: From the Middle Ages to the Eighteenth Century, Egerton Castle, publisher not identified, 1885
- Fencing. Walter Herries Pollock, F. C. Grove, Camille Prevost. Longmans, Green, and Company, 1893. — 304 páginas.
- La reinvenzione di Venezia: tradizioni cittadine negli anni ruggenti, Filippo Mariani, Francesco Stocco, Giorgio Crovato. Il poligrafo, 2007. — 194 páginas.
- La storia di Venezia nella vita privata dalle origini alla caduta della Republica, Pompeo Gherardo Molmenti, 1908
- Cent’anni di scherma a Venezia (1889—1989). A cura di Dante Galante. Venezia 1989.
- Treatise or Instruction for Fencing: By Hieronymus Calvacabo of Bologna and Patenostrier of Rome. Rob Runacres. Lulu Press, Inc, 25 de enero de 2015
- Venice: its individual growth from the earliest beginnings to the fall of the republic, Volumen 6 6, Pompeo Molmenti, A.C. McClurg & Co., 1908
- Espada del maestro, Sergey Mishenev, Litres, 21 de febrero de 2017.
- Giovanni Gentile, Calogero Tumminelli, Enciclopedia italiana di scienze, lettere ed arti, Istituto Giovanni Treccani, 1939, Enciclopedia italiana
- Francesco Alfieri, El arte de un excelente juego de espadas, Dnepr: Serednjak T. К., ISBN 978-617-7479-81-8, 2017